# ژیوار (سروآباد)
ژیوار (سروآباد)، روستایی از توابع بخش اورامان شهرستان سروآباد در استان کردستان ایران است.

## جمعیت
این روستا در دهستان شالیار قرار دارد و براساس سرشماری مرکز آمار ایران در سال ۱۳۸۵، جمعیت آن ۱٬۷۶۴ نفر (۳۵۲خانوار) بوده‌است.